# Principatul Zeta

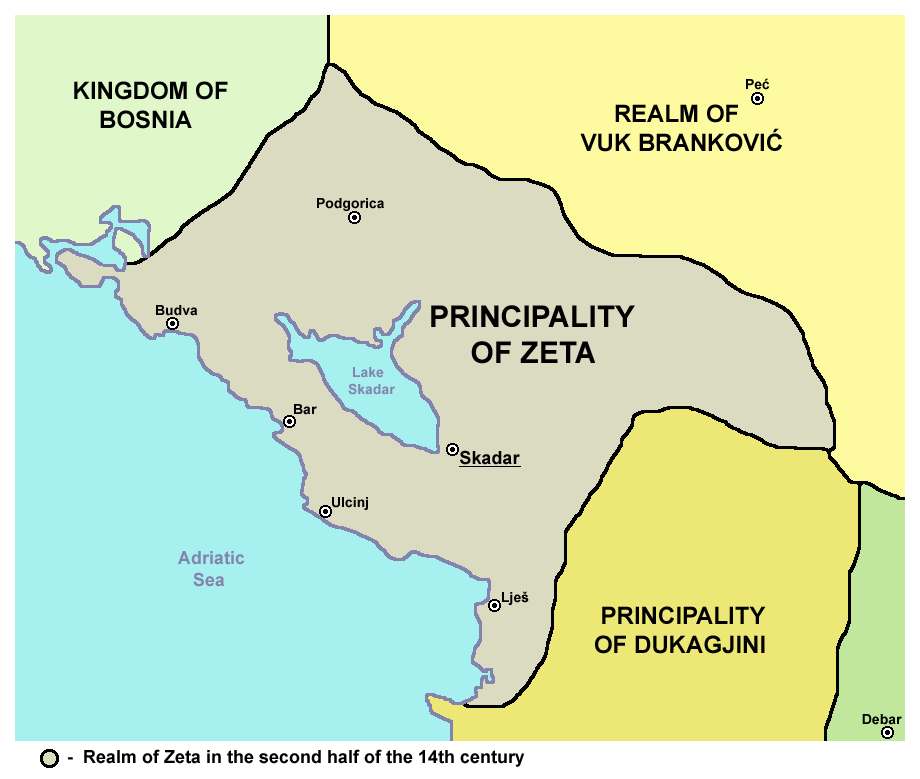
Principatul Zeta

Principatul Zeta face referință la perioada în care Zeta, a fost condusă de familiile Balšić, Lazarevici/Brankovici, și Crnojevici, respectiv din a doua jumătate a secolului al XIV-lea până la vasalitatea otomană în 1514. Zeta a atins un grad de autonomie după căderea Țaratului Serbiei.

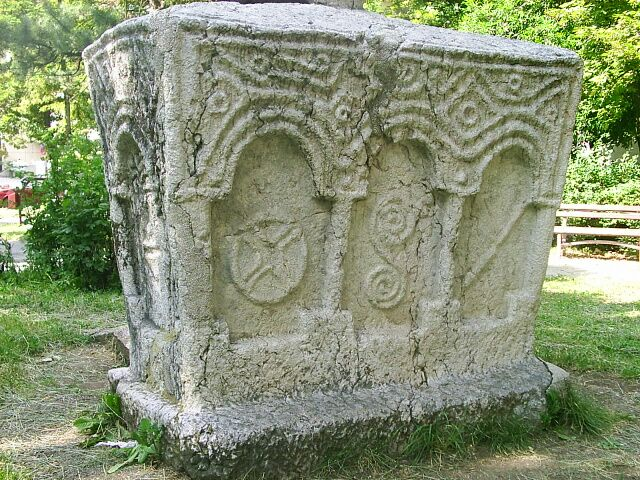
Monument funerar (stecak-stecci in limba locală) atribuit vlahilor din Bosnia si Muntenegru

În Zeta de Jos (litoralul muntenegrean și nordul Albaniei) erau cunoscuți cei din familia domnitoare Balšici (rudenie cu familia Balș din Moldova), care au fost într-o perioadă stăpânii Zetei și „au provenit din vlahi, respectiv morlaci slavizați, care datorită meritelor ca soldați au fost ridicați la rangul de nobili și mai apoi au fost numiți domnitori ai Zetei“  Lîngă Zeta există mănăstirea din Donji Brčeli, din secolul al XV-lea, care a fost, de-a lungul veacurilor, un adevărat focar de cultură și viață spirituală. Ctitorul mănăstirii a fost vlaha Jelena Balšić, care a condus Principatul Zeta împreună cu fiul ei minor, Balša III. 
Vlahii au lăsat numeroase urme ale existenței lor, mai cunoscute fiind monumentele funerare numite stecci, construite între secolele XII-XV. Vlahii din Zeta au fost in cele din urmă slavizati și astăzi nu mai vorbesc limba lor care se asemăna cu limba română. Monumente funerare asemănătoare se găsesc în număr mare în sudul Bosniei unde de asemenea au trăit vlahi care au fost în final slavizați.

### Lista conducătorilor
- Balšić (din familie de vlahi sau morlaci slavizați)[3]
  - Balša I (1356–1362)
  - Đurađ I (1362–1378)
  - Balša II (1378–1385)
  - Đurađ II (1385–1403)
  - Balša III (1403–1421)
- Lazarevici/Brankovici
  - Despot Ștefan Lazarević (1421–1427)
  - Despot Đurađ Branković (1427–1435)
- Crnojevici
  - Gojčin Crnojević (1435–1451)
  - Ștefan I Crnojević (1451–1465)
  - Ivan Crnojević (1465–1490)
  - Đurađ Crnojević (1490–1496)
  - Ștefan II Crnojević (1496–1498)